# Drosophila elegans (artundergrupp)
Drosophila elegans är en artundergrupp som innehåller fem arter. Artundergruppen ingår i släktet Drosophila, undersläktet Sophophora och artgruppen Drosophila melanogaster.
Artundergruppen Drosophila elegans är närmast besläktad med artundegruppen Drosophila rhopaloa.

## Lista över arter i artundergruppen
- Drosophila elegans
- Drosophila gunungcola
- Drosophila neoelegans
- Drosophila sahyadrii
- Drosophila subelegans